# NGC 6209
NGC 6209 في الفهرس العام الجديد، هي مجرة، تقع في كوكبة طائر الفردوس. اكتشفت في 28 يونيو 1835 بواسطة جون هيرشل.

## روابط خارجية
- NGC 6209 على موقع ويكي سكاي: DSS2, SDSS, GALEX, IRAS, Hydrogen α, X-Ray, Astrophoto, Sky Map, Articles and images